# Azriel Ianover
Azriel Mordkovici Ianover (în rusă Азри́эл Мо́рдкович Я́новер, în idiș עזריאל יאַנאָװער‎‎; n. 26 decembrie 1875, Cemerovțî, uezdul Kameneț-Podolski⁠(d), Gubernia Podolia, Imperiul Rus – d. 1938, Hotin, județul Hotin, România) a fost un poet, dramaturg și pedagog evreu, care a trăit în Imperiul Rus și în Regatul României. A scris în limba idiș.

## Biografie
S-a născut într-o familie de hasidimi din Gusiatin, tatăl său fiind Mordhe Ianover. După căsătoria sa, în anul 1895, a activat ca învățător în orașul Hotin din gubernia Basarabia (astăzi în Ucraina), unde a locuit până la sfârșitul vieții. A predat limba idiș la o școală de fete destinată refugiaților, ulterior în alte instituții școlare ale orașului, precum și într-un studio teatral local. După unirea Basarabiei cu România a devenit cetățean român.
A colaborat cu poezii și articole la diverse publicații idiș din Chișinău: Unzer Cajt („Vremea noastră”, redactor: Zalmn Rozental) și Der Morgn („Dimineața”), precum și în revistele din Cernăuți: Dos naye lebn („Viața nouă”), Unzer vort („Cuvântul nostru”), Dos vort („Cuvântul”) și Czernowitzer Bleter („Foi cernăuțene”). A publicat, de asemenea, în Ufgang („Răsăritul”) și Marmoresher Bleter („Foi din Maramureș”, ambele apărute în Sighet), precum și în alte publicații periodice.
Este autorul piesei de teatru Di geshterte libe („Dragoste sortită pieirii”), scrisă pentru o trupă teatrală evreiască locală.

## Familie
Fiul său, David Zaharevici Ianover, a fost regizor de film, actor și organizator al producției cinematografice din Ucraina Sovietică.